# Corymbia clarksoniana
Espèce
Statut de conservation UICN

LC : Préoccupation mineure
Corymbia clarksoniana, Clarkson's bloodwood ou grey bloodwood en anglais, est une espèce ds de la famille des Myrtaceae. C'est un arbre originaire d'Australie.

## Description
C'est un arbre.

## Distribution
Ce taxon se rencontre en Australie (Nouvelle-Galles du Sud, Queensland) et en Papouasie-Nouvelle-Guinée.

## Systématique
Le nom correct complet (avec auteur) de ce taxon est Corymbia clarksoniana (D.J.Carr & S.G.M.Carr) K.D.Hill & L.A.S.Johnson.
L'espèce a été initialement classée dans le genre Eucalyptus sous le basionyme Eucalyptus clarksoniana D.J.Carr & S.G.M.Carr.
Corymbia clarksoniana a pour synonymes :
- Corymbia dolichocarpa (D.J.Carr & S.G.M.Carr) K.D.Hill & L.A.S.Johnson
- Corymbia ligans subsp. burdelinensis K.D.Hill & L.A.S.Johnson
- Corymbia maritima K.D.Hill & L.A.S.Johnson
- Eucalyptus clarksoniana D.J.Carr & S.G.M.Carr
- Eucalyptus dolichocarpa D.J.Carr & S.G.M.Carr